# رودريغو شليغل
رودريغو شليغل (3 أبريل 1997 في الأرجنتين - ) هو لاعب كرة قدم أرجنتيني في مركز الوسط. لعب مع نادي راسينغ.

## وصلات خارجية
- رودريغو شليغل على موقع الدوري الأمريكي (الإنجليزية)
- رودريغو شليغل على موقع قاعدة بيانات كرة القدم.إي يو (الإنجليزية)
- رودريغو شليغل على موقع Soccerway.com (الإنجليزية)
- رودريغو شليغل على موقع عالم كرة القدم.نت (الإنجليزية)